# 인도 외무부

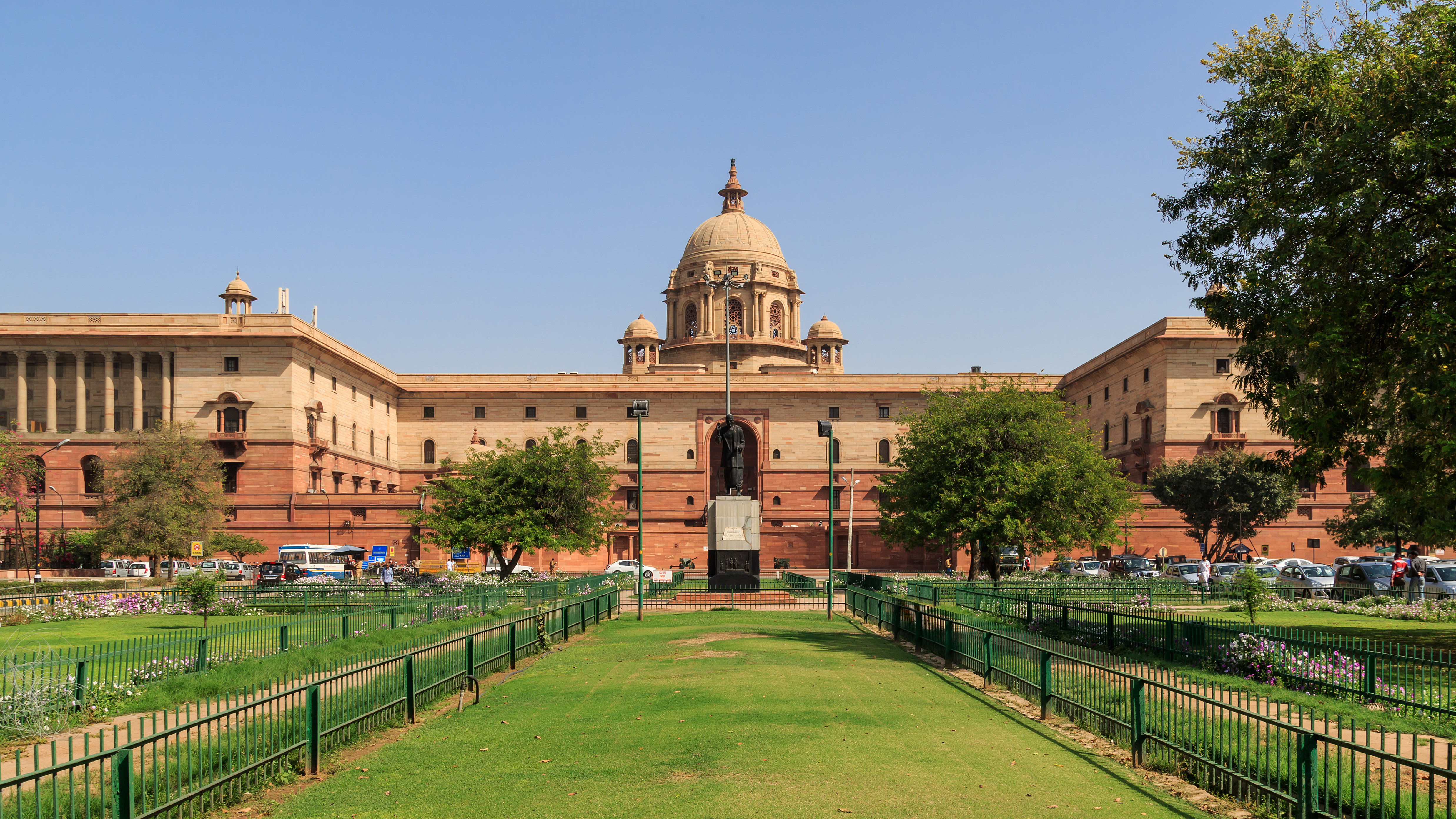

인도 외무부(Ministry of External Affairs, MEA, ISO: Vidēśa Mantrālaya)는 인도 시민의 송환 및 도망자 인도와 함께 인도 외교 정책을 수립하고 시행하는 임무를 맡고 있다. 외무부는 총리 내각의 장관인 외무부 장관이 지휘한다.
인도 외무부 장교인 외무장관은 최고위 공무원이자 외무부 장관이다. 외무부는 전 세계 186개 대사관을 통해 인도 정부를 대표한다. 또한 유엔과 기타 국제기구에서 인도를 대표하는 동시에 인도의 영향력을 확대하고 보호하는 역할도 담당하고 있다. 외무부는 또한 인도 정부의 다른 부처와 주 정부에 관련 국제 개발에 관해 조언한다.
외무위원회는 이 부처의 입법 감독을 담당한다.

## 같이 보기
- 인도 주재 외국공관 목록
- 인도의 재외공관 목록